# Малое Уро
Ма́лое Уро́ — село в Баргузинском районе Бурятии. Входит в сельское поселение «Уринское».

## География
Расположено на левом берегу реки Уро (впадает слева в протоку Кокуйскую реки Баргузин), в 26 км юго-восточнее районного центра, села Баргузин, и в 2 км к югу от центра сельского поселения — села Уро.

## Население
| 2002 | 2010 |
| ---- | ---- |
| 238  | ↘178 |

## Инфраструктура
Фельдшерско-акушерский пункт.

## Экономика
Заготовка и переработка древесины, личные подсобные хозяйства.